# Perus Billie Jean King Cup-lag
Perus Billie Jean King Cup-lag representerar Peru i tennisturneringen Billie Jean King Cup, och kontrolleras av Perus tennisförbund. 

## Historik
Peru deltog första gången 1992. Laget har som bäst spelat åttondelsfinal, vilket man gjorde samma år som laget debuterade i turneringen.